# ۴ خرداد

۴ خرداد شصت و ششمین روز از سال در گاه‌شماری خورشیدی است. این روز، روز دزفول بنا شده روز مقاومت دزفول، که هر ساله در چهارم خرداد گرامی داشته می‌شود، به پاسداشت پایداری و ایثار مردم دزفول در برابر حملات سنگین موشکی، هوایی و توپخانه‌ای رژیم بعث عراق در طول جنگ تحمیلی (۱۳۵۹-۱۳۶۷) اختصاص دارد. این روز به دلیل نقش برجسته دزفول در دفاع از میهن و انقلاب اسلامی به عنوان «روز ملی مقاومت و پایداری» در تقویم رسمی ایران ثبت شده است.
مردم دزفول با وجود موشک‌باران شدید همچنان مقاومت می‌کردند و نماز جمعه دزفول هر هفته با حضور مردم و رزمندگان اقامه می‌شد.
شهرستان دزفول در دوران جنگ هفت هزار کشته، زخمی و مفقودالاثر داشت که از این تعداد، دو هزار و ۶۰۰ نفر کشته‌های جنگ بودند.

## هویت فرهنگی و تاریخی
- نامگذاری چهارم خرداد به نام دزفول، که از سال ۱۳۸۹ توسط شورای فرهنگ عمومی کشور رسمی شد،[۱]
- هاشمی رفسنجانی: دزفول دژمقاومت در دوران دفاع مقدس بود.[۳]

## زادروزها
- ۱۲۸۶ ـ عبدالحسین سپنتا، شاعر
- ۱۳۰۱ ـ عزالدین حسینی، از رهبران و شخصیت‌های دینی و سیاسی مردم کرد
- ۱۳۳۰ - محمد کاسبی، بازیگر
- ۱۳۴۵ - احمدرضا عابدزاده، بازیکن فوتبال
- ۱۳۶۴ - مهرداد اولادی، بازیکن فوتبال
- ۱۳۶۹ - حمیدرضا علی‌عسگری، بازیکن فوتبال
- ۱۳۵۶ - احمد باطبی، عکاس، روزنامه‌نگار و فعال حقوق بشر

## درگذشت‌ها
- ۱۳۴۰ - فرهاد ارژنگی، آهنگساز
- ۱۳۵۱ - محمد حنیف‌نژاد، از بنیان‌گذاران سازمان مجاهدین خلق ایران
- ۱۳۵۱ - سعید محسن، از بنیان‌گذاران سازمان مجاهدین خلق ایران
- ۱۳۵۱ - علی‌اصغر بدیع‌زادگان، از بنیان‌گذاران سازمان مجاهدین خلق ایران
- ۱۳۵۱ - محمود عسگری‌زاده، از بنیان‌گذاران سازمان مجاهدین خلق ایران
- ۱۳۵۱ - رسول مشکین‌فام، از بنیان‌گذاران سازمان مجاهدین خلق ایران
- ۱۳۷۱ - عباس مهرپویا، خواننده
- ۱۳۷۷ - فرشته جنابی، بازیگر
- ۱۳۸۵ - یوسف پشندی، بازیگر
- ۱۳۸۷ - فریدون جم، نظامی
- ۱۳۹۷ - ناصر ملک‌مطیعی، بازیگر و کارگردان
- ۱۳۹۸. مایکل بونر، پژوهش‌گر یهودی امریکایی در مطالعات اسلامی.
- ۱۳۹۹ - مصطفی خرم‌دل، نویسنده، مترجم و قرآن‌پژوه
- ۱۴۰۰ - اسماعیل خویی، شاعر، مترجم و از اعضای کانون نویسندگان ایران
- ۱۴۰۴ - سلام امینی، نماینده ادوار مجلس
- ۱۴۰۴ - الهه حسین نژاد ، شهروند ایرانی

## مناسبت‌ها
- روز دزفول (روز مقاومت و پایداری)
- جشن خردادگان
- روز استقلال در اردن